# 에프트강에서의 뱃놀이
에프트강에서의 뱃놀이(프랑스어: En canot sur l'Epte / 영어: Boating on the River Epte) 또는 에프트강의 카누(영어: The Canoe on the Epte)는 프랑스 인상파 화가 클로드 모네가 1890년에 그린 유화 작품이다. 현재 브라질 상파울루 미술관에 소장되어 있다.

## 상세
1887년~1890년 모네는 프랑스 지베르니에 있는 자택 주변을 따라 흐르는 에프트강의 풍경을 그리는 데 주력했다. 모네의 자매인 쉬잔 오슈데와 블랑슈 오슈데가 작품 속 모델이 되어주었다. 두 여인의 아버지는 은행가이자 예술후원자로서 모네의 작품을 좋아했던 에르네스트 오슈데였고, 어머니는 모네의 둘째 아들인 알리스 오슈데이다.
〈에프트강에서의 뱃놀이〉는 본 작품 외에 예비 습작도 존재했다. 이에 대해선 모네 본인이 평론가이자 친구였던 제프루아에게 보낸 1890년 6월 22일자 편지에서 "바닥에 물결치는 초목의 수면. 그것을 다시 그릴 수 없어 괴롭다"고 언급하고 있다. 또한 이 작품의 구성에 영향을 미친 것으로 추정되는 작품으로는 17세기 일본 우키요에 화가 스즈키 하루노부의 판화 〈연꽃을 모으는 여인〉이 지목되고 있다.
〈에프트강에서의 뱃놀이〉 는 개인 소장품인 〈붉은 보트〉(La Braque Rose)로 시작해서 파리 오르세 미술관에 소장된 〈지베르니의 보트〉(La Barque à Giverny), 일본 도쿄 국립서양미술관에 소장된 〈보트에서〉(En Barque)로도 소재가 이어지고 있다.

## 유사 작품
| 그림 | 제목                                                | 연도   | 크기         | 소장처                    |
| ---- | --------------------------------------------------- | ------ | ------------ | ------------------------- |
|      | 보트에서 Sur le bateau                              | 1887년 | 145 × 133cm  | 도쿄 국립서양미술관       |
|      | 지베르니의 보트 En Norvégienne. La barque à Giverny | 1887년 | 69 × 80 cm   | 파리 오르세 미술관        |
|      | 보트 La Barque                                      | 1887년 | 146 × 133 cm | 파리 마르모탕 모네 미술관 |

## 같이 보기
- 클로드 모네의 작품 목록

## 참고문헌
- Lobello, Marino (edit). Catalogue of the Museu de Arte de São Paulo Assis Chateaubriand: French Art, Northern Europe, Eastern Europe. São Paulo: Prêmio, 2008, pp. 256–257.